# Galmsbüll
Galmsbüll (północnofryz. Galmsbel, duń. Galmesbøl) – gmina w Niemczech w kraju związkowym Szlezwik-Holsztyn, w powiecie Nordfriesland, wchodzi w skład Związku Gmin Südtondern.